# استل وينوود

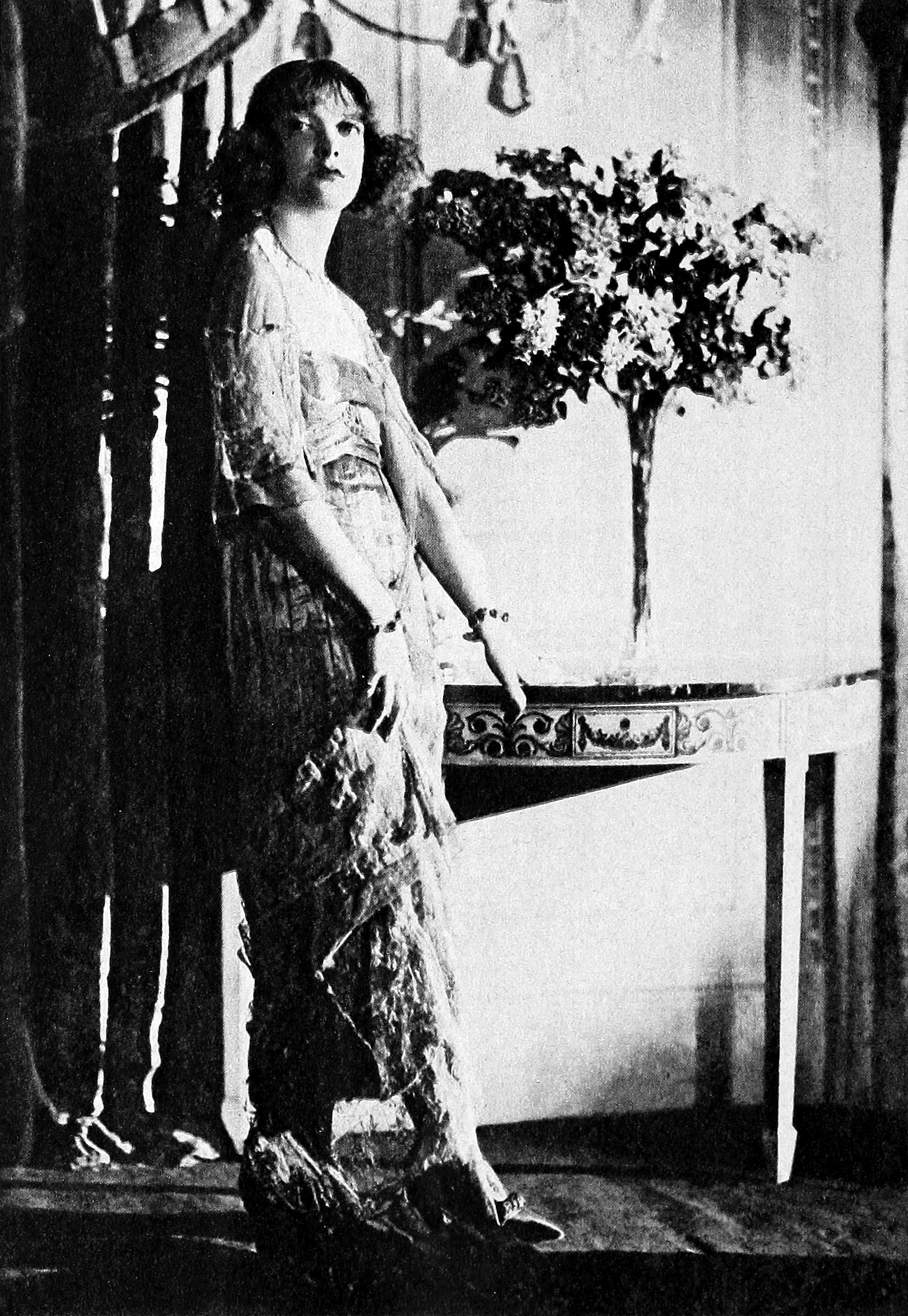
استل وينوود

استل وينوود (بالإنجليزية: Estelle Winwood) (24 يناير 1883-20 يونيو 1984) هي ممثلة سينما إنجليزية انتقل إلى الولايات المتحدة في منتصف حياتهم المهنية وأصبحت يحتفل بها لخفة دمها و طول عمرها.

## روابط خارجية
- استل وينوود على موقع IMDb (الإنجليزية)
- استل وينوود على موقع ألو سيني (الفرنسية)
- استل وينوود على موقع أول موفي (الإنجليزية)
- استل وينوود على موقع قاعدة بيانات برودواي على الإنترنت (الإنجليزية)
- استل وينوود على موقع إن إن دي بي (الإنجليزية)
- استل وينوود على موقع قاعدة بيانات الفيلم (الإنجليزية)